# 斯維亞托彼得里夫卡
47°41′34″N 36°9′39″E / 47.69278°N 36.16083°E
斯維亞托彼得里夫卡（烏克蘭語：Святопетрівка），2016年前称彼得里夫卡（烏克蘭語：Петрівка），是位於烏克蘭東南部的村莊，由扎波羅熱州波洛希區的胡利亚伊波莱市镇負責管轄。該村始建於1923年，面積0.82平方公里，海拔高度130米，2001年人口78，人口密度每平方公里94.9人。